# Махоун, Эд
Эд Махоун (англ. Ed Mahone; род. 4 октября 1972 Сент-Луис, штат Миссури, США) — американский боксёр-профессионал, выступавший в тяжелой весовой категории. Чемпион Северной Америки по версии NABO WBO, претендент на титулы чемпиона мира по версии WBO и интерконтинентального чемпиона по версии IBF.

## Карьера
Эд Махоун дебютировал на профессиональном ринге 15 апреля 1996 года завершив вничью поединок со своим соотечественником Джосефом Фарреллом. 23 февраля 1998 года одолел ранее не побеждённого Коди Коха и завоевал свой первый титул в профессиональной карьере — чемпиона в тяжелом весе по версии NABO WBO. Провёл 5 успешных защит титула. 
9 октября 1999 года состоялся поединок между двумя непобеждёнными боксёрами — Эдом Маухоном (21-0-2, 21 KO) и украинским чемпионом Виталием Кличко (25-0, 25 KO) за титул чемпиона мира в тяжелом весе по версии WBO. Поединок завершился победой украинца техническим нокаутом в 3-м раунде. По мнению спортивного журналиста Александр Беленького, этот поединок сломал всю дальнейшую боксёрскую карьеру Махоуна. 
6 октября 2000 года Махоун потерпел второе поражение в карьере, проиграв по очкам своему соотечественнику Дэвиду Бостису. 10 декабря 2005 года проиграл британскому спортсмену Генри Акинванде в поединке за вакантный титул интерконтинентального чемпиона в тяжелом весе по версии IBF. 2 июня 2006 года проиграл техническим нокаутом непобеждённому американцу Эдди Чемберсу (25-0), 23 сентября того же года потерпел ещё одно поражение техническим нокаутом в поединке с непобеждённым россиянином Александром Поветкиным (9-0). 20 марта 2010 года провёл свой последний поединок в профессиональной карьере проиграв техническим нокаутом российскому боксёру Аленксандру Устинову.